# Kaiserliches Kürassierregiment K 4 (1756)
Das Kürassierregiment K 4 wurde im Jahr 1683 als „Veterani-Cürassiere“  errichtet, 1769 wurde es in Kavallerie-Regiment Nr. 10 umbenannt und 1801 aufgelöst.

## Inhaber
- 1683 Friedrich von Veterani († 1695 bei Lugos), Feldmarschall
- 1695 Freiherr Wilhelm Jakob Zandt von Merl († 1704), General der Kavallerie
- 1704 Fürst Josef Anton August von Lobkowitz († 1717, bei Belgrad), Feldmarschall-Lieutenant
- 1717 Fürst Georg Christian zu Lobkowitz († 1755), Feldmarschall
- 1753 Freiherr Karl Kager von Stampach († 1768), General der Kavallerie
- 1768 Franz III. Maria d’Este, Herzog von Modena († 1780), Feldmarschall
- 1780 Fürst Johann Joseph zu Liechtenstein († 1781), Feldmarschall-Lieutenant, war seit 1775 bereits zweiter Inhaber
- 1781 Graf Ferdinand von Tige, Generalmajor, wurde im selben Jahre Inhaber des Dragonerregiments Savoyen
- 1781 Freiherr Wolfgang Caspar von Zezschwitz, († 1802), Feldmarschall-Lieutenant wurde 1802 zweiter Inhaber des Kürassierregimentes Nr. 1

## Gefechtskalender
Das Regiment kämpfte während des Großen Türkenkrieges 1684 in der Schlacht bei Eperies, 1685 bei der Belagerung von Kaschau, 1686 bei dem Vorstoß nach Ober Ungarn und im Gefecht bei Szegedin. Im Jahr 1695 wurde das Korps des FM Grafen Veterani von den weit überlegenen Türken gestellt. Er schickte den Rittmeister Simonetta zur Hauptarmee mit Bitte um Unterstützung. In der folgenden Schlacht bei Lugos unter persönlicher Führung seines Inhabers wurde der weit überlegenen Feind dreimal mit ungemeiner Tapferkeit angegriffen, aber vergebens. Im Jahr darauf kämpfte es in der Schlacht von Olasch und 1697 bei Zenta.
Im spanischen Erbfolgekrieg kämpfte es 1702 bei der Belagerung von Landau, 1704 in der Schlacht bei Hochstädt und der erneuten Belagerung von Landau. Es kämpfte 1709 in der Schlacht bei Malplaquet und machte 1710 unter Major Petrasch machte in den Niederlanden viele gelungene Streifzüge, 1712 kämpfte es dann bei Denain.
Im 6. Türkenkrieg kämpfte das Regiment 1716 in der Schlacht von Peterwardein. Während der Belagerung von Belgrad von 1717 stand es im Korps des Generals Martigni jenseits der Save in Syrmien und erlitt in der Schlacht bei Belgrad schweren Verluste. Im folgenden Jahr kam es im Rahmen des Kriegs der Quadrupelallianz nach Italien und kämpfte in den Feldzügen von 1719 und 1720 in Sizilien.
Während des Polnischen Erbfolgekrieges stand es 1734 und 1735 am Rhein. Anschließend kam es im Rahmen des 7. Türkenkrieges von 1737 bis 1739 nach Ungarn.
Im Österreichischen Erbfolgekrieg befand sich das Regiment 1742 bei der Belagerung von Prag. Es kämpfte in den Feldzügen 1743 und 1744 bei der Armee in Bayern und am Rhein. Im Jahr 1745 kam es an den Main unter FM Graf Traun, dann 1746 zur Armee nach Italien. Dort nahm es an dem glänzenden Reiterangriff des General Luchesi in der Schlacht bei Piacenza teil.
Im Siebenjährigen Krieg zeichnete sich das Regiment 1756 in der Schlacht bei Lobositz aus. Im folgenden Jahr kämpfte es in den Schlachten bei Prag, Breslau und Leuthen. Es nahm 1759 am Gefecht bei Maxen und 1760 an der Schlacht bei Torgau teil. Im Jahr 1762 gelang zwei Eskadrons unter dem Rittmeister Graf Rindsmaul ein Überfall auf die feindlichen Vorposten bei Meissen.
Die Karabinierkompanie und eine Eskadron wurden 1765 zur Krönung Kaiser Josef II. in Frankfurt zum römischen König abkommandiert.
Im bayerischen Erbfolgekrieg war das Regiment 1778 bei der Hauptarmee in Böhmen. Im 8. Türkenkrieg kämpfte ein Division am 9. September 1788 im Gefecht bei Semlin und das Regiment 1789 bei der Belagerung von Belgrad.
Während der Koalitionskriege erwarb sich das Regiment viel Ruhm. In der Schlacht bei Neerwinden am 18. März 1793 warf der Oberstleutnant Simon Hartelmüller mit seiner Division die Franzosen aus dem Dorf Orsmael und eroberte 8 Kanonen. Er erhielt dafür 1794 den Maria-Theresia-Orden.
Am 26. April 1794 kämpfte das Regiment in der Schlacht bei Cateau Cambresis, wo es unter seinem tapferen Obersten Fürsten Karl Philipp zu Schwarzenberg zusammen mit 12 Schwadronen schwerer englischer Garde-Reiter auf dem rechten Flügel bei Troisvilles die Franzosen durch eine Attacke in die Flanke und im Rücken nahm und dadurch eine 27.000 Mann starke Kolonne vollständig geworfen wurde, noch ehe sie sich noch entwickeln konnte. Es wurden 32 Kanonen und 29 Munitionskarren erbeutet, 2000 Franzosen waren tot oder gefangen. Zur Belohnung erhielt jeder Kürassier eine lebenslängliche tägliche Zulage von 2 Kreuzern und eine Standarte bekam die goldene Medaille. 1796 zeichnete sich das Regiment in der Schlacht bei Würzburg aus. In den Feldzügen von 1799 und 1800 war es bei der Hauptarmee in Deutschland. Es kämpfte am 3. Dezember 1800 in der Schlacht bei Hohenlinden und am 20. Dezember 1800 im Rückzugsgefecht bei Kremsmünster.
Das Regiment kam 1801 nach Ungarn, wo es aufgelöst und in Mannschaften in die damaligen Dragonerregimenter Nr. 2, Nr. 6 und Nr. 7 verteilt wurden.

## Uniform
Des Regiment trug weiße Röcke mit grasgrünen Aufschlägen und gelben Knöpfen.